# 민속놀이
민속놀이(民俗演戱)라 함은 민족집단원의 정서를 자극시켜 대중적 흥취를 돋우고, 공동감흥 속에서 다소나마 짜임새 있는 구조적 행동을 공동으로 경험하도록 하는 상황 조성작업이라고 말할 수 있다. 이러한 상황 조성작업을 할 수 있는 것은 연극을 비롯하여 연중행사놀이, 종교의례, 민족집단적 기념행사, 지배자 내지 지배층을 위한 축제행사와 산발적으로 행해지는 특수놀이 등인데, 이런 것들은 모두 다 민족집단의 문화의 전통적 양식과 규범에 따라서 행해지게 된다. 
그 중 연극으로 들 수 있는 것은 가면극·인형극·그림자놀이·신사극(神事劇)·생활모사극 등이 있고, 연중 행사 놀이로는 계절에 따라 특정 시일에 행하여지는 각종의 오락적 놀이가 있으며 종교의례로는 의례의 행사 절차와 이에 따르는 여흥행사 및 각종의 오락적 놀이가 있다. 또 생업에 관련되는 것으로서는 수렵 전후의 행사, 어로(漁撈)작업 전후의 행사, 목축행사, 농경예축(農耕豫祝)행사, 수확축제 등이 있고 민족집단의 안전을 위하여 모의전(模擬戰) 행사, 출전예축(出戰豫祝), 전승제(戰勝祭), 특별기도회, 조상과 민족영웅을 추모하는 행사 등이 있으며, 산발적으로 행해지는 것으로는 가요, 무용, 활쏘기, 창검놀이, 기술(奇術), 곡예, 동물(코끼리·원숭이·코브라·학·여치·귀뚜라미)을 음악에 맞추어 여러 가지 재주를 피우게 하는 것 등이 있다. 
이러한 각종의 민속놀이는 각 민족 간에 동종의 것이 발견된다고 하여도 그것은 규모와 내용과 기능을 각각 달리하는 수가 많다. 민족집단이 위치하고 있는 지리적 조건, 기상적 조건, 생산물의 종류와 생산량의 풍핍(豊乏), 생산수단의 발전단계, 인접민족과의 교류정도 등의 여러 요인에 따라 문화의 구조와 양상을 달리하고 있기 때문에, 이러한 민속놀이는 의의를 달리하게 된다. 그 예로 종교의례를 들어 보면, 전지전능한 영적 존재에 전적으로 귀의하기 위하여 행사하는 민족이 있는가 하면, 마오리족처럼 조상의 위덕을 찬양하고 원주지에의 향수를 달래기 위하여 식을 행하는 경우도 있다. 
이와 같이 민속놀이를 분석해 보면, 노래·춤·장단·선율·몸짓·표정·악기·도구·채색·가장·의상·장소·시계(時季)·시간·참가인원 등의 요인이 추출된다. 이러한 여러 요인들을 어떻게 안배하고 어떠한 라이트 모티프(leit motif)로 유도케 하느냐에 따라서 여러 가지 색다른 민속놀이가 조직되고 동종의 것이라 하여도 민족집단 간에 특유의 민속놀이가 꾸며지게 된다. 
민속놀이는 개인의 소산물이 아니고 또한 시대만의 소산물도 아니다. 개인이 창작하였다 해도 소속 집단원의 용인을 받고 채용되고 공유되어야 민속놀이의 구실을 하게 된다. 개인 창작이 민족집단에 채용되는 동안에 그것은 수정되고 다듬어져서, 집단적 감정과 흥취에 맞는 것으로 변하기 때문에 개인적 요소는 거의 없어지고 만다. 이렇게 해서 형성된 것은 다음의 세대로 계승되는데, 계승되는 과정에서 사회적 정세, 경제적 사정, 문화적 상황 등으로 말미암아 변개(變改)가 불가피하게 된다. 전세대(前世代)의 모습을 고수하려 하여도 이를 향유하려는 세대 속에 생생하게 살리기 위해서는 이러한 변개작업(變改作業)이 있게 되는 것은 부득이한 노릇이라 하겠다. 그런데 변개작업은 급격하고 혁신적으로 이루어지는 것이 아니고 눈에 띄지 않을 정도로 미미하게 이루어진다. 이런 데에서 민속놀이는 보수성이 강하다는 인상을 받는다. 민속놀이는 자기집단의 소산에 애착을 느끼고 그것에 강한 흥취를 갖게 하기는 하지만 타집단의 소산을 배격하고 이를 수용하려 하지 않는 것은 아니다. 이런 데에서 민속놀이의 관대성을 볼 수 있다. 그런데 이질문화적 민속놀이를 수용하는 데에 있어서는 일정한 한계가 있다. 자기의 문화양상과 친근성이 있거나 전통문화의 규범을 어지럽게 하지 않는 것, 이질적이라 하여도 자기 문화태(文化態) 속에 융입(融入)될 수 있는 것이어야 한다. 
인류는 각 지역이나 각 집단에서 각각 헤아릴 수 없을 만큼 각종 각양의 민속놀이를 창조해 냈다. 이러한 많은 민속놀이는 서로 같은 것은 하나도 없이 각각 다르고 독특하여 다른 것으로 대체할 수 없는 유일무이의 것이다. 동종이고 동일 기능의 것이라도 그에 담겨진 내용은 다르고 표현방식도 다르다. 민속놀이가 이와 같이 각각 다르게 된 데에는 여러 가지 이유가 있겠지만 우선 들 수 있는 이유나 원인은 민족집단이 지니고 있는 기반문화(基盤文化)의 차이, 그들이 겪은 생활 경험의 차이, 세대적으로 누적시킨 역사 경험의 차이 탓이라 하겠다. 
오늘날 문명국에서는 이러한 3대 문화의 차이를 얼른 가려내기가 힘들 만큼 동질화된 문화를 지니게 되었지만 좀더 주의 깊게 관찰해보면 기반문화가 우세를 떨치고 있는 것을 본다. 수렵문화와 목축문화를 기반으로 한 민족집단은 동적이고, 시끄럽고, 조급하며, 또 전투적인 경향이 짙은데, 농경문화를 기반으로 한 민족집단은 정적이고 온순·평화하며, 무기력하리만큼 유순한 경향이 짙다.

## 민속놀이의 기원
민속놀이를 이해하기 위해서는 먼저 '민속'이란 무엇인가가 해석되어야 한다. 
'민속'이란 어휘 자체는 19세기 중엽 이후에 쓰이기 시작해서 최근 본격적인 학문으로 각광을 받고 있다. 즉 1846년에 영국인 윌리엄 존 토머스가 《디 아테네움》(The Athenaeum)이란 잡지에 최초로 '《포클로르》(folklore：민속학)'라는 단어를 사용, 민간을 통해 전승된 고풍의 생활문화인 풍속·습관·행사·연극·노래·무용을 그 대상으로 삼았다. 그러나 민속학이 각광을 받은 이면에는 강대국의 약소 민족에 대한 문화정책이란 성격이 있다는 점을 잊어서는 안된다. 
민속은 국내적으로는 몽매한 민중들의 천박한 놀이이자 전통적 관습으로 경시한 바 되었고, 국외적으로는 강대국이 약소민족의 정복과 통치를 위해 연구하여, 민속학을 식민지학이라는 이단학(異端學)으로 변질·왜곡시켰다. 일반적으로 민속을 고아(高雅)에 대한 저속·순수에 대한 잡탕(雜湯), 정도(正道)에 대한 사도(邪道)로 보아온 예가 그러하다. 또한 미개민족이나 야만족의 특이한 생활만을 마치 '민속'의 영역처럼 보거나, 과거나 지난날의 모습만을 보고 전승과 전통인자(傳統因子)를 찾아내려는 식으로 민속을 연구했던 것도 그 예이다. 
한국에 있어 모든 민속놀이가 사회적인 천대와 모멸 속에서 방기된 채 오랫동안 문화의 뒤안 길에서 냉대를 받은 것도 지배계층의 사대적인 근성과 민중수탈에만 눈이 어두웠던 데에 커다란 원인이 있다 할 것이다. 고려 인종 때 자립을 주장한 묘청이 사대주의자 김부식에게 패배하자 김부식이 한민족의 고래의 화랑 정신을 말살하고 반대로 모화사상(慕華思想)을 권장한 예가 그 중의 하나이다. 이리하여 남의 것을 훌륭하게 생각하는 버릇으로 정확한 사적 고증의 시도도 없이 항상 모든 한국의 놀이들은 중국과 닮거나 중국으로부터 전래되었다고 생각하는 또 하나의 비극적인 병폐를 낳기도 하였다. 
민속이라는 것은 당시의 사회상과 시대상, 인간상을 내포·반영하면서 가변(可變)해 가는 민중의 생활습속을 말한다고 볼 수 있다. 즉 일정한 인물이나 소수의 특수한 계층에만 의하지 않고, 민중 전체가 참여하여 민중의 의지력으로 창조되어 간다는 개념이 '고전(古典)'이란 개념과는 전혀 다른 점이다. 그런 의미에서 '민속학'은 민중의 생활과 민족현상을 탐구하는 하나의 현장학(現場學)이요, 증언학(證言學)으로 볼 수 있으며, 한 민족이 어떻게 걸어왔고 걸어가고 있으며, 또 걸어갈 것인가를 연구하는 광의의 민족학적 관점에서 다시 시작되어야 할 것이다. 
민속놀이란 민중의 참여와 의지로 창조·전승되어 온 음악·무용·연구 등의 놀이로서 소박하고 본능적인 민중의 염원이 점철되어 있으며, 민중의 생활양식이 표현되어 있는 것이다. 민중은 이러한 민속놀이를 통해 본능을 즐기고 삶의 보람을 느끼는 가운데 자기해소를 하면서 점차 아름다움의 극치를 이루고자 하는 것이다. 또한 민속놀이는 신과 인간, 음과 양, 현실과 이상의 갈등과 혼란으로부터 화합과 승화를 통한 풍요한 사회를 지향하려고 하며, 그러한 놀이에는 풍요사상과 평등사상이 골간이 되고 있다. 
대체로 수렵생활이 발달된 서구민족의 경우와는 달리 동양민족은 주로 농경생활로 일찍이 정착되어 온 바 있고, 또 아시아에서도 남부는 농경생활보다 어로생활에 치중하여, 민중의 생활방편에 따라 문화는 그 양식의 차이를 갖게 된다. 또한 공동체의 신앙이나 욕구로부터 생긴 공유물이 시대적 배경, 사회적 조건에 의하여 혹은 한 사람의 천재의 출현에 의하여 토속적이고 원시적인 형태를 벗어나 관객을 대상으로 의식하는 무대화에로 발전하기도 하였다. 
이에 비해 한국의 민속놀이는 마당굿의 성격을 지니고 있어 한 마당에 다같이 모여 서낭 8신을 모시고, 풍물장단에 맞추어 춤을 추며 놀이를 하는 것을 전국적으로 볼 수 있다. 농악·탈춤놀이·줄다리기·길놀이·편싸움놀이·인형놀이·별신굿놀이 등 한국 어디에서나 즐겨하였던 대동놀음·마당놀음이 그러한 것으로 이러한 놀이들은 여타국의 것이 전설·신화적인 것을 내용으로 하는 것과는 달리, 양극(兩極)의 조화를 전제하고, 사회를 풍자·비판하는 사회성이 짙은 점에서 다르다. 
그러나 유·불·선(儒佛仙) 3교가 가진 종교적 기능 내지 그 문화와 예술이 미친 영향으로 인하여, 자생적(自生的)이었던 본연의 것들이 변질·소화·창조되어 갔던 변모를 아시아 제국가들에서 볼 수 있으며 그 예로서 화희(火戱) 등 구나적(驅儺的) 요소를 띤 종교적 놀이를 많이 볼 수 있다. 음양설(陰陽說)을 기초로 하는 오행설(五行說)이라든가, 십이지신장(十二支神將) 등은 모두 다 아시아 제국의 민속놀이의 밑바닥이 되어 있는 것이다.

## 한국의 민속놀이
한민족이 전승하고 있는 민속놀이를 살펴보면 탈놀이, 꼭두각시놀이, 농악, 곡예, 각종 연중행사놀이, 무당굿, 부락제(部落祭) 민속무용 등이 이 범주에 해당될 것이라고 본다. 위에 열거한 민속놀이들은 오늘날에도 연행(演行)되기 때문에 관람하고 감상할 수 있는데, 문헌에 기록되어 있는 5기(五伎)라든가, 팔관회·황창무·무애무·처용무·탁무(鐸舞)·농주지회(弄珠之戱) 및 고려시대의 연등회, 동해안 지역에 널리 퍼져 있는 사자춤, 선천(宣川)의 항장무 등은 오늘날 아무 곳에서도 볼 수 없게 되었다. 
문헌에 기록되어 있는 여러 가지 민속놀이가 민속적인 것인지, 또는 특수계층의 놀이였는지에 대해서는 잘 알 수 없다. 왜냐하면 그 기록이 너무나도 조잡하여 그런 놀이의 내용과 구성을 짐작할 수가 없기 때문이다. 기껏해야 '남녀군취가무(男女群聚歌舞)'라든가 '가무백희(歌舞百戱)' 등의 단편적 술어가 보이고 좀 상세한 기록이라는 것도 놀이를 관람한 뒤 인상적인 장면과 사실을 한시(漢詩)로 읊은 것 정도이다. 따라서 몇몇 연구자가 이 분야에 대한 연구에 손을 대고 정력적으로 노력했지만 그들의 노력으로 알려진 놀이의 내용과 구성과 기능은 아직도 지극히 미흡한 상태다. 예컨대 민속놀이가 외국에서 전래되었으리란 추정의 단계를 벗어나지 못하고 있는 실정이다. 문헌에 기록되어 있는 놀이들은 오늘날 대부분이 인멸된 상태로 그 명칭이 바뀌었거나 기능을 달리해서 나타났든지, 또는 내용을 변개(變改)해서든지, 그 단편적인 모습이 현행의 놀이 속에서 전승되고 있으리란 점은 짐작할 수 있다.

### 한국의 민속놀이의 특징
먼저 탈놀이와 꼭두각시놀이를 보면, 이 두 가지의 민속놀이가 가장 짜임새가 있는 민속놀이라고 할 수 있다. 여기에는 승려들의 유야랑적(遊冶郞的) 생활의 단면과 수도승이 미색에 미혹되어 가는 과정, 신분이나 문벌로 허세를 부리는 양반이 간지(奸智)스러운 하인에게 조롱당하는 내용, 첩의 개입으로 가정에 불화를 초래하는 가정생활 등이 많이 취급되고 있다. 또 등장인물인 가면과 인형은 기발하고 이들은 음악반주에 따라 춤·노래·몸짓·재담을 엮어 나간다. 이들 민속놀이에는 또 일정한 주제를 정해 이를 일정하게 전개시키는 것이 아니고 이질적인 주제를 연결하여 과장·축소의 몸짓, 결말·욕 등을 곁들인다. 여기에 동원되는 요설적(饒舌的) 대화들은 관중의 소학적(笑謔的) 흥취를 돋운다. 그러나 춤만은 소학적인 요소가 없이 높은 예술성을 가진 것으로 추어진다. 
농악은 꽹과리·징·장구·북·소고(小鼓) 등의 타악기를 비직업적인 농민들이 합주(合奏)하여 연행되는 놀이다. 농악의 가락과 장단, 연행되는 종목과 순서는 지역에 따라서 차이가 있다. 그러나 구군대(舊軍隊)의 조련(調練)놀이, 상쇠놀이, 장구놀이, 법고놀이, 12발 상모돌리기, 연풍대(燕風臺)춤, 촌극(寸劇) 등은 농악의 정식 놀이 내용이고 이에 농경 제작업의 모의(模擬)를 곁들인 지방도 있다. 상기한 것을 줄여서 농어업에 있어서 사기를 높이는 데 이용하기도 하고, 지신밟기라는 신앙적 행사에 곁들이기도 하고, 연중행사놀이, 부락제의 여흥에도 사용하여 흥취의 효과를 높인다. 이러한 농악을 직업화하여 다른 민속놀이의 몇 가지와 합쳐서 놀이하는 사당패의 놀이도 생기게 되었다. 
연중 행사놀이는 개괄하기가 힘들 정도로 그 놀이의 종류가 다양하다. 여기에는 부락민의 거의 전부가 참가할 만큼 대규모적인 놀이도 많은데 거의가 정월 14∼15일 밤에 연행된다. 이 놀이는 부락의 안전과 농사의 풍작(豊作)을 위해서 연행된 것이다. 연중 행사놀이는 전국적으로 퍼져 있는 것도 있고 어느 지역에 고유한 것도 있다. 
한편 무당굿 중 큰굿은 가무악(歌舞樂)과 재담(才談)·덕담(德談)·촌극 등으로 엮어진 종교적 의례이다. 그러나 여기서 종교적 의의만 빼면 근대에 와서 나타난 뮤지컬과 같은 양상을 띠게 된다. 무당굿은 무당에 의해 연행되는 것으로 3일 내지 5일간 주야로 계속된다. 가요에는 민요와 잡가(雜歌)와 판소리가 있고 무용은 구성적으로 이루어진 것이 다른 놀이에 비해 적다고 하겠다. 가요나 무용은 보통 다른 놀이에 곁들여서 연행되는 경우가 대부분이다. 
이상 말한 탈놀이, 꼭두각시놀이, 무당굿, 가요, 무용 등등은 고도의 연행기술을 요하므로 이들을 연행하기 위해서는 다년간의 전문적인 수련이 필요하다. 이에 반해 연중행사놀이는 특별한 기능이 필요하지 않으므로 누구나 참가할 수 있는 민중적 성격을 강하게 띠고 있다.

## 같이 보기
- 놀이

## 참고 자료
- 이 문서에는 다음커뮤니케이션(현 카카오)에서 GFDL 또는 CC-SA 라이선스로 배포한 글로벌 세계대백과사전의 내용을 기초로 작성된 글이 포함되어 있습니다.